# Стингл, Милослав
Ми́лослав Стингл (чеш. Miloslav Stingl; 19 декабря 1930, Билина, Чехословакия — 11 мая 2020, Прага) — чешский этнограф, журналист, писатель, публицист и путешественник. Доктор наук, профессор Карлова университета в Праге. Специалист по культуре майя и истории доколумбовой Америки.

## Биография
Родился 19 декабря 1930 года в городе Билина в семье инженеров. Окончил школу в Карловых Варах. В 1954 году окончил юридический факультет пражского университета. Позже изучал этнографию и фольклор на философском факультете Карлова университета. В 1968 году получил степень доктора философии, защитив диссертацию по религии арауканов — индейцев Южной Америки.
Благодаря своим монографиям получил признание в научном мире, член ряда академий наук.
Стингл посетил около 150 стран, в том числе 11 раз побывал на острове Новая Гвинея. Совершил 40 кругосветных путешествий. Почётный вождь племени кикапу.

### Библиография на чешском языке

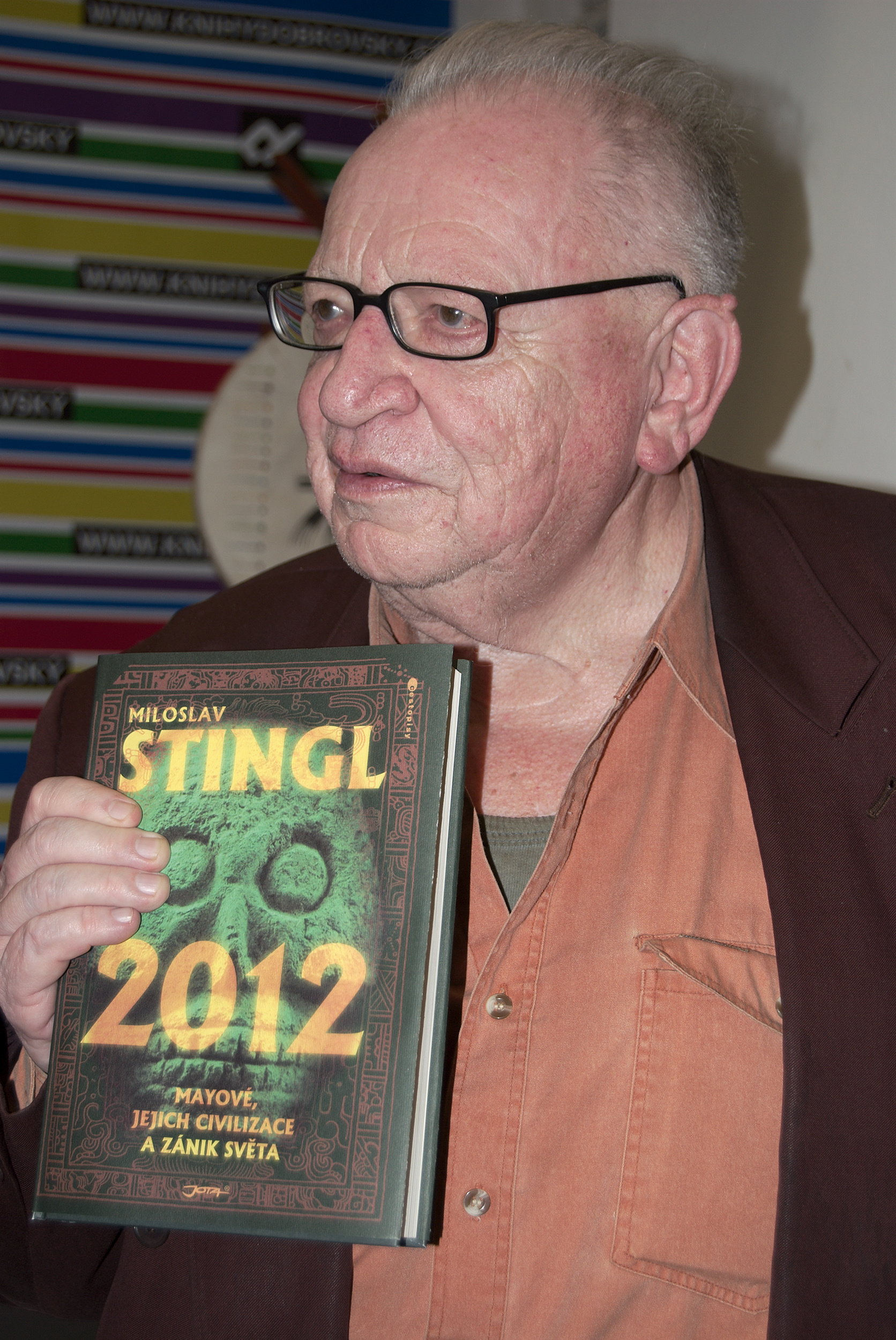
Стингл с книгой «2012: Майя, их цивилизация и конец света». Брно, 2011.